# Авланж (Франция)
Авла́нж (фр. Avelanges) — коммуна во Франции, находится в регионе Бургундия. Департамент коммуны — Кот-д’Ор. Входит в состав кантона И-сюр-Тий. Округ коммуны — Дижон.
Код INSEE коммуны — 21039.

## Население
Население коммуны на 2010 год составляло 42 человека.
| 1962 | 1968 | 1975 | 1982 | 1990 | 1999 | 2010 |
| ---- | ---- | ---- | ---- | ---- | ---- | ---- |
| 47   | 41   | 43   | 42   | 41   | 46   | 42   |

## Экономика
В 2010 году среди 21 человека трудоспособного возраста (15—64 лет) 14 были экономически активными, 7 — неактивными (показатель активности — 66,7 %, в 1999 году было 57,7 %). Из 14 активных жителей работали 14 человек (10 мужчин и 4 женщины), безработных не было. Среди 7 неактивных 3 человека были учениками или студентами, 0 — пенсионерами, 4 были неактивными по другим причинам.